# Будафок МТЕ
Будафок МТЕ (на унгарски: Budafoki Munkás Testedző Egyesület) е унгарски футболен клуб от град Будафок, област Будапеща.

## История
Основан като през 1912 година, когато градът е е в Австро-Унгария.
Дебютира във висшата лига прец сезон 1945/46 в който завършва на 13-то място и изпада от лигата.
На 13 май 2017 г. „Будафок“ печели трета дивизия и се изкачва във втора дивизия.
На 29 юни 2017 г. бившият играч на клуба Лорант Олак става спортен директор на отбора. 
В 1/16-финалите на Купата на Унгария „Будафок МТЕ“ е победен от „МОЛ Види“ с резултат 1–2. 
През 2020 г., заради COVID-19, Унгарската футболна федерация отменя турнира във втора дивизия, отборът от Будафок по това време заемаше второто място и получава право на промоция и участие във висшата дивизия на 2020-2021 г. , от който отпада в края на сезона.
Понастоящем 2022/23 играе във Втора унгарска лига. Финалист за Купата на Унгария през 2022/23.

## Успехи
- Първа унгарска футболна лига:
  - 13-то място (1): 1945/46
- Купа на Унгария по футбол:
  -  Финалист (1): 2022/23
- Втора лига:
  -  Победител (2): 1945, 1951
- Трета лига:
  -  Победител (4): 1972/73, 1985/86, 1988/89, 2016/17

## Предишни имена
| Години      | Име                                                                                 |
| ----------- | ----------------------------------------------------------------------------------- |
| 1912 – 1913 | „Вилагошаг Футбол Чапат“ Világosság Football Csapat                                 |
| 1913 – 1919 | „Будафок Атлетикай еш Футбол Клаб“ Budafoki Atlétikai és Football Club              |
| 1919 – 1922 | „Будафок Мункаш Тештедзьо Егешюлет“ Budafoki Munkás Testedző Egyesület              |
| 1922 – 1950 | „Будафок Мюкедвельо Тештедзьо Егешюлет “ Budafoki Műkedvelő Testedző Egyesület      |
| 1950 – 1951 | „Будапеща Гярепитьок МТЕ“ Budapesti Gyárépítők MTE                                  |
| 1951 – 1956 | „Будапеща Гярепитьок СК“ Budapesti Gyárépítők SK                                    |
| 1956 – 1957 | „Будафок Епитьок Мункаш Тештедзьо Егушюле“ Budafoki Építők Munkás Testedző Egyesüle |
| 1957-?      | „Будафок МТЕ Кинижи Шпортегешюлет“ Budafoki MTE Kinizsi Sportegyesület              |
| 1988 – 1992 | „Будафок МТЕ-Тьорлей“ Budafoki MTE-Törley                                           |
| 1993 – 2006 | „Будафок ЛК“ Budafoki LC                                                            |
| 2006 – 2007 | „Будафок Ломбард ФК“ Budafoki Lombard Labdarúgó "Club"                              |
| 2007 – 2017 | „Будафок ФК“ Budafoki Labdarúgó Club                                                |
| 2017 –      | „Будафок МТЕ“ Budafoki MTE                                                          |